# 铁河乡
铁河乡，是中华人民共和国江西省南昌市新建区下辖的一个乡镇级行政单位。

## 行政区划
铁河乡下辖以下地区：
铁河街社区、东红村、赤城村、东阳村、木莲村、方洲分场生活区、新丰分场生活区和斜东分场生活区。